# Nedre Galvattssjön
Nedre Galvattssjön är en sjö i Bergs kommun och Ånge kommun i Medelpad och ingår i Ljungans huvudavrinningsområde. Sjön har en area på 0,533 kvadratkilometer och ligger 298,7 meter över havet. Sjön avvattnas av vattendraget Galvattsån (Örasjöån).

## Delavrinningsområde
Nedre Galvattssjön ingår i det delavrinningsområde (693171-144996) som SMHI kallar för Utloppet av Nedre Galvattssjön. Medelhöjden är 362 meter över havet och ytan är 5,93 kvadratkilometer. Räknas de 6 avrinningsområdena uppströms in blir den ackumulerade arean 65,57 kvadratkilometer. Galvattsån (Örasjöån) som avvattnar avrinningsområdet har biflödesordning 2, vilket innebär att vattnet flödar genom totalt 2 vattendrag innan det når havet efter 174 kilometer. Avrinningsområdet består mestadels av skog (74 procent). Avrinningsområdet har 0,53 kvadratkilometer vattenytor vilket ger det en sjöprocent på 8,9 procent.